# Rottenmann
Rottenmann är en stadskommun i distriktet Liezen  i förbundslandet Steiermark i Österrike. har 5 027 invånare (2024) och består av 13 orter (Ortschaften) (inom parentes invånarantal 1 januari 2024):

- Boder (602)
- Bruckmühl (704)
- Büschendorf (224)
- Bärndorf (234)
- Edlach (74)
- Klamm (102)
- Oppenberg (228)
- Rottenmann (2 042)
- Sankt Georgen (240)
- Singsdorf (169)
- Strechau (176)
- Strechen (8)
- Villmannsdorf (224)

Kommunen fick sin nuvarande utsträckning i samband med kommunreformen i Steiermark 1 januari 2015 då kommunerna Rottenmann och Oppenberg slogs samman.